# Zákupy
Zákupy (deutsch Reichstadt) ist eine Kleinstadt im Okres Česká Lípa im Liberecký kraj im Norden der Tschechischen Republik.

## Geographische Lage
Die Stadt liegt in Nordböhmen an der Svitávka (Zwittebach) am Fuße des östlich der Stadt gelegenen Kamenický kopec (Kamnitzberg), in der Nähe des Zusammenflusses der Svitávka mit der Ploučnice (dem Polzen). Im Norden erhebt sich der Schafberg und im Nordwesten der Vogelberg.

## Geschichte

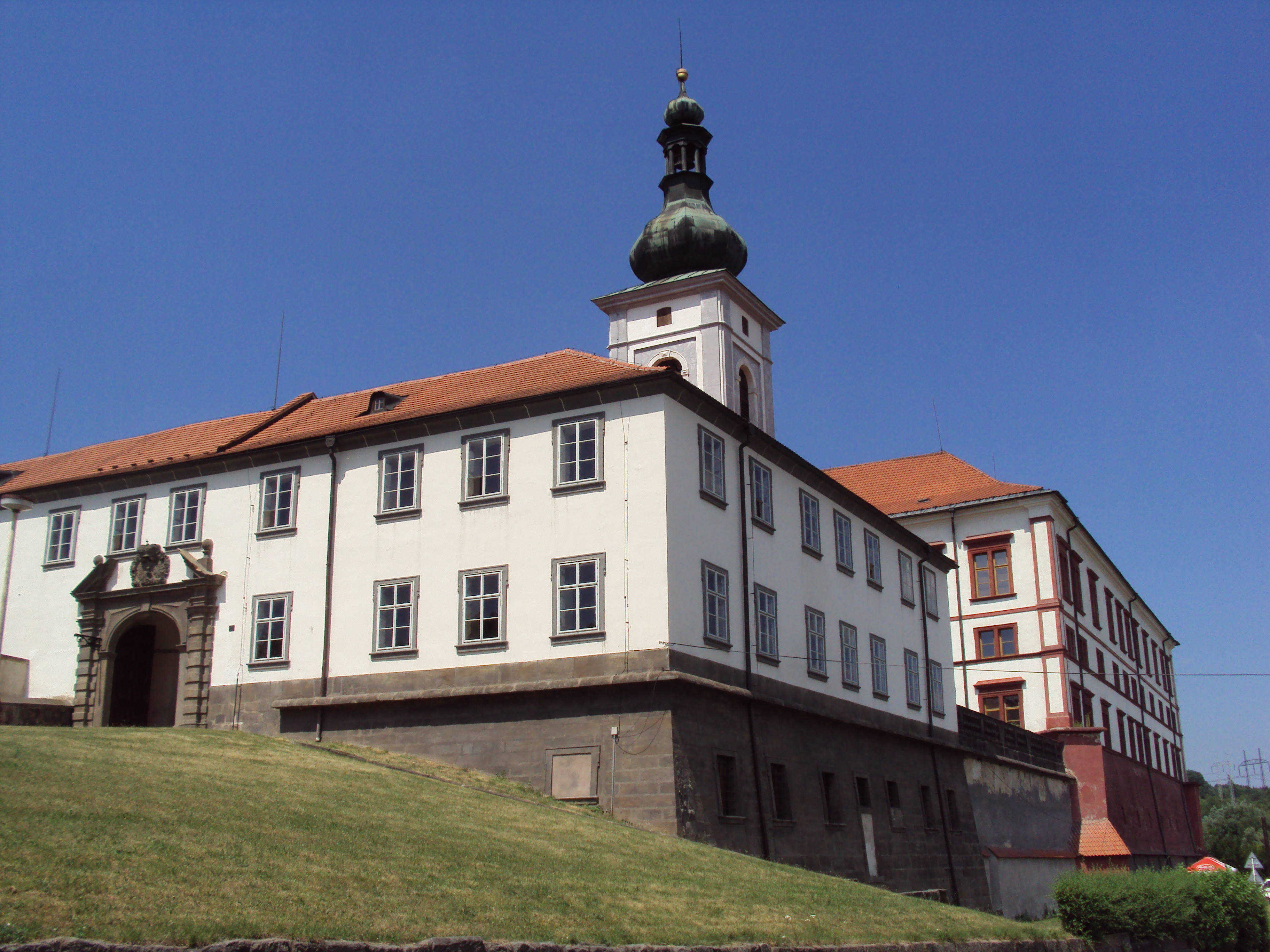
Schloss Zákupy

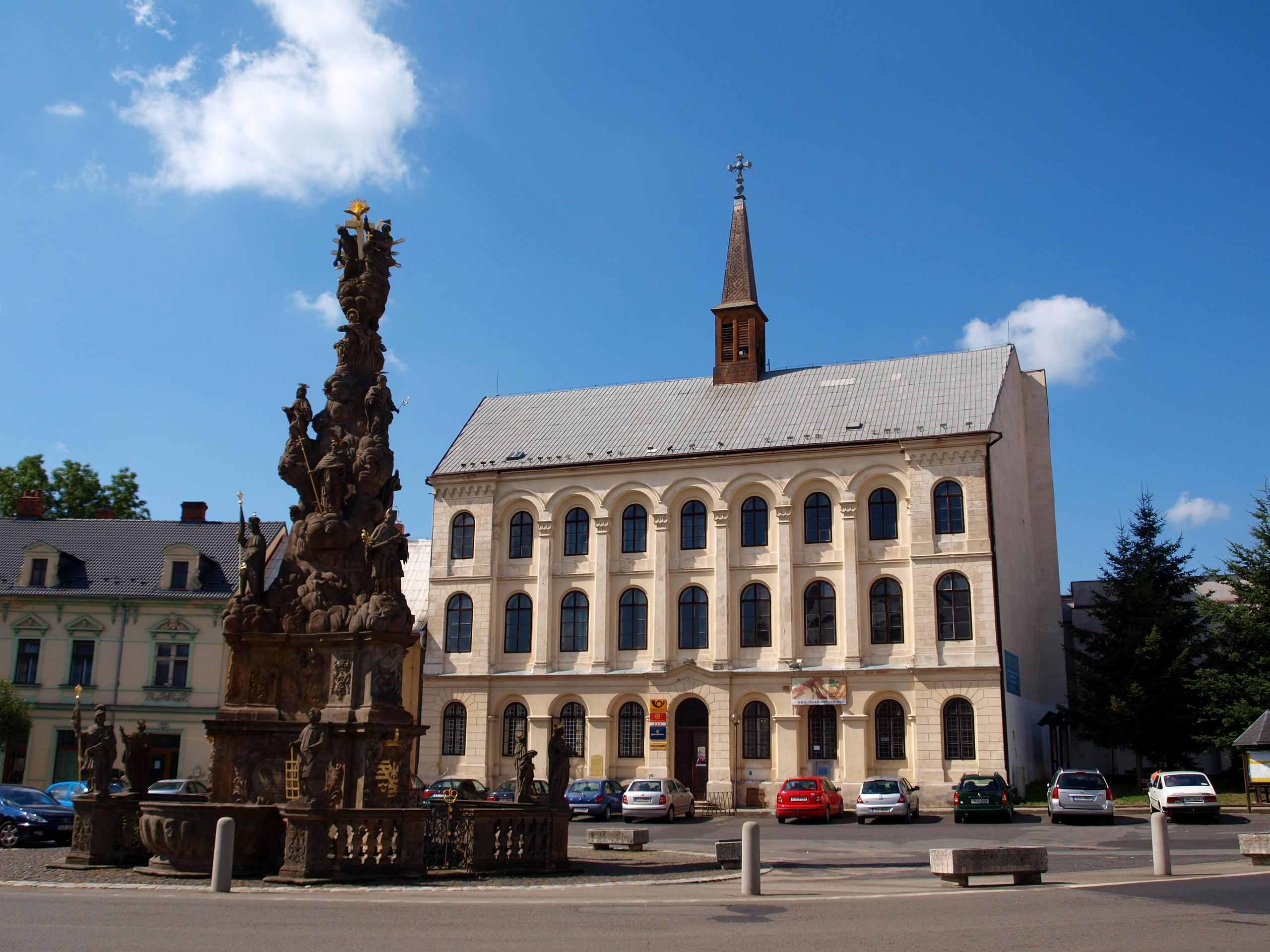
Dreifaltigkeitssäule und Postamt

Ältere Formen des Ortsnamens sind Zákupy (1352) und Zákopy. Zákupy wird 1359 als Marktflecken erwähnt. Die Herrschaft, zu der die Ortschaft gehörte, kam 1363 in den Besitz der Familie Wartenberg, die sie zusammen mit den zugehörigen Ländereien 1460/63 an  die  Familie Berka von Dubá veräußerte. Die Pfarrkirche hatte bereits 1384 einen eigenen Seelsorger.
Herrschaft und Schloss befanden sich danach über Jahrhunderte im Besitz der Familie Berka von Dubá. Ab 1632 gehörten Stadt und Schloss Reichstadt den Herzögen von Sachsen-Lauenburg, die letzte Besitzerin aus dieser Familie war die vertriebene Thronerbin Anna Maria Franziska, verheiratete Herzogin der Toskana († 1741).
Um die Mitte des 17. Jahrhunderts gelangte die Herrschaft an Julius Franz von Sachsen-Lauenburg. 1676 ließ der Herzog hier ein Kapuziner-Kloster samt Klosterkirche einrichten, das am 17. September 1684 von dem Prager Erzbischof Johann Friedrich von Waldstein feierlich eingeweiht wurde. Die Anzahl der Ordensmänner ist 1785 laut einem Hofdekret von zwanzig auf bis auf zwölf eingeschränkt worden. Um 1830 lebten dort zwei Priester und drei Laienbrüder.
1805 fiel die Herrschaft im Erbfall an den Wittelsbacher Maximilian Joseph IV. von Pfalz-Zweibrücken, der 1806 mit der Annahme der bayerischen Königswürde seine Besitzungen in Böhmen an Erzherzog Ferdinand von Salzburg abtreten musste. Im Jahre 1815 wurden durch einen Familienvertrag des Hauses Habsburg-Lothringen die dem Großherzog von Toskana zustehenden böhmischen Herrschaften Reichstadt, Politz, Ploschkowitz, Tachlowitz, Buschtiehrad, Swollinowes, Kronporitschen und Katzow unter dem Titel Herzogtum Reichstadt vereint. Kaiser Franz I. von Österreich überschrieb dieses 1818 seinem Enkel Napoleon Franz Bonaparte, der daraufhin den Titel eines Herzogs von Reichstadt führte. Er war der einzige legitime männliche Nachkomme Napoléon Bonapartes und starb 1832, ohne die Stadt je besucht zu haben.
Ab 1848 war Reichstadt einer der Alterssitze des abgedankten Kaisers Ferdinand. Die Stadt bildete dabei ab der Mitte des 19. Jahrhunderts eine Gemeinde im Gerichtsbezirk Niemes bzw. im Bezirk Böhmisch Leipa. Am 8. Juli 1876 verhandelten hier der österreichische Kaiser Franz Joseph und der russische Zar Alexander II. über die Neutralität Österreichs im Russisch-Türkischen Krieg (Konvention von Reichstadt). 1900 fand in Reichstadt die Hochzeit von Erzherzog Franz Ferdinand von Österreich mit Gräfin Sophie Chotek von Chotkowa statt.
In Reichstadt wurde 1851 von Ferdinand Leitenberger, einem pensionierten k.k. Rittmeister, die erste Freiwillige Feuerwehr der gesamten österreichisch-ungarischen Monarchie gegründet.
Nach dem Ersten Weltkrieg wurde Reichstadt 1919 der neu geschaffenen Tschechoslowakei zugeschlagen. Aufgrund des Münchner Abkommens gehörte Reichstadt von 1938 bis 1945 zum Landkreis Deutsch Gabel, Regierungsbezirk Aussig, im Reichsgau Sudetenland des Deutschen Reichs.

### Demographie
Bis 1945 war Reichstadt überwiegend von Deutschböhmen besiedelt, die vertrieben wurden.
| Jahr | Einwohner | Anmerkungen                            |
| ---- | --------- | -------------------------------------- |
| 1830 | 1.898     | in 283 meist älteren hölzernen Häusern |
| 1900 | 1.798     | deutsche Einwohner                     |
| 1930 | 2.145     | [ 8 ]                                  |
| 1939 | 1.910     | [ 8 ]                                  |

| Jahr      | 1970  | 1980  | 1991  | 2001  | 2003  |
| --------- | ----- | ----- | ----- | ----- | ----- |
| Einwohner | 2 446 | 2 278 | 1 987 | 2 593 | 2 792 |

## Gemeindegliederung
Die Stadt Zákupy besteht aus den Ortsteilen Božíkov (Götzdorf), Brenná (Brenn), Kamenice (Deutsch Kamnitz), Lasvice (Klemensdorf), Šidlov (Schiedel), Veselí (Wesseln) und Zákupy (Reichstadt). Grundsiedlungseinheiten sind Božíkov, Brenná, Kamenice, Lasvice, Nové Zákupy (Neu Reichstadt), Nový Šidlov (Neuschiedel), Starý Šidlov (Altschiedel), Veselí und Zákupy.
Das Gemeindegebiet gliedert sich in die Katastralbezirke Božíkov, Brenná, Kamenice u Zákup, Lasvice, Starý Šidlov, Veselí nad Ploučnicí und Zákupy.

## Sehenswürdigkeiten
- Das 1306 erstmals erwähnte Schloss Zákupy, das in der zweiten Hälfte des 17. Jahrhunderts im Barockstil umgebaut wurde.

## Söhne und Töchter der Stadt
- Michael Angstenberger (1717–1789), österreichischer Kirchenliedkomponist
- Ferdinand Leitenberger (1799–1869), österreichischer Feuerwehrpionier
- Thomas Beran (1926–1998), Archäologe
- Peter Herrmann (1927–2002), deutscher Althistoriker